# Мелликтин
Мелликтин (Mellictinum) — гидройодид алкалоида метилликаконитина, содержащегося в растениях живокость сетчатоплодная (Delphinium dictiocarpum), живокость полубородатая (Delphinium semibarbatum) и др., семейства Лютиковые (Ranunculaceae).
Мелликтин обладает курареподобными свойствами. По механизму действия на нервно-мышечную проводимость близок к d-тубокурарину.
В отличие от d-тубокурарина, диплацина и других аналогичных препаратов мелликтин не содержит в молекуле четвертичных атомов азота, он всасывается при введении в желудок и оказывает при этим способе введения, так же как и при парентеральном применении, блокирующее влияние на нервномышечную проводимость. Антагонистами мелликтина являются прозерин и другие антихолинэстеразные вещества (галантамин).
Препарат оказывает также умеренное ганглиоблокирующее действие.
Применяют для понижения мышечного тонуса при пирамидной недостаточности сосудистого и воспалительного происхождения, постэнцефалитическом паркинсонизме и болезни Паркинсона, болезни Литтла, арахноэнцефалите и спинальном арахноидите и при других заболеваниях пирамидного и экстрапирамидного характера, сопровождающихся повышением мышечного тонуса и расстройствами двигательных функций.
Назначают внутрь по 0,02 г, начиная с 1 раза и доводя до 5 раз в день. Курс лечения от 3 нед до 2 мес. После 3—4-месячного перерыва курс лечения повторяют. Лечение мелликтином сочетают при наличии показаний с другими методами лечения и лечебной гимнастикой.
При правильной дозировке мелликтин переносится без побочных явлений. В случаях повышенной чувствительности к препарату или передозировки и развития чувства слабости либо признаков угнетения дыхания следует проводить искусственную вентиляцию лёгких, назначить кислород и медленно ввести в вену 0,5—1 мл 0,05 % раствора прозерина вместе с атропином (0,5—1 мл 0,1 % раствора). Лечение должно проводиться под тщательным врачебным наблюдением.

## Противопоказания
Препарат противопоказан при миастении и других заболеваниях, сопровождающихся понижением мышечного тонуса, при нарушении функции печени и почек, а также при декомпенсации сердечной деятельности.

## Физические свойства
По химическому строению относится к аконитовым алкалоидам. Это третичное основание состава C37H50O10 N2. Белый или белый со слабым желтоватым или розовым оттенком мелкокристаллический порошок. Малорастворим в воде и спирте. На свету желтеет.

## Форма выпуска
Форма выпуска: таблетки по 0,02 г (20 мг).